# 無量寿院 (岡山市)
無量寿院（むりょうじゅいん）は岡山県岡山市東区の芥子山山腹に所在する寺院である。山号は廣谷山または花山。詳しくは廣谷山（花山） 如法寺 無量寿院と号する。宗派は高野山真言宗。本尊は薬師瑠璃光如来。備前八薬師霊場第六番札所。

## 概要
寺伝によれば奈良時代の神亀2年（725年）に大倫和尚によって創建されたと言われている。その後荒廃し、平安時代中期の寛和2年（986年）花山天皇の勅願により堂宇が再興され、山号が花山となったと伝えられている。
大正5年（1916年）には山内にあった塔頭の威徳院を合併した。また、山内の塔頭寺院として西方寺が所在する。
毎年2月第3土曜日に行われる西大寺会陽に使用される宝木（しんぎ）の原木を西大寺からの使者に授与する「宝木取り」という儀式が行われる。なお、明治33年（1900年）までは西方院（現・西方寺）が原木授受を行っていた。
当寺院でも平成14年（2002年）より4月に芥子山会陽が開催されている。福引形式で宝木が授与される。幕末まで開催されていたとされ、大正時代に福引形式で復活したが再び衰退した。平成13年（2001年）に民家で大正時代の宝木が見つかったことから翌年より再開された。平成23年（2011年）は東日本大震災により開催を自粛した。

## 文化財

### 岡山市指定重要文化財
如法寺無量寿院本堂
江戸時代中期の明和5年（1768年）に改築。桁行三間（8.3m）・梁間四間（10.5m）・入母屋造・平入・桟瓦葺。各所に古い材料を使用し、元来は室町時代の14世紀頃に建造された方五間（14.9m四方）の本堂であったことが確認されている。内陣の天井は全て古い部材を使用しており、組物・長押・垂木なども大半が古い部材である。平成7年（1995年）4月21日指定。
南無仏太子立像
鎌倉時代後期の作。像高69.5cm・寄木造・彩色。玉眼を嵌入。聖徳太子2歳の像である。平成7年（1995年）4月21日指定。